# Niphona longzhouensis
Niphona longzhouensis är en skalbaggsart som beskrevs av Hua 1989. Niphona longzhouensis ingår i släktet Niphona och familjen långhorningar. Inga underarter finns listade i Catalogue of Life.